# Granica polsko-ukraińska

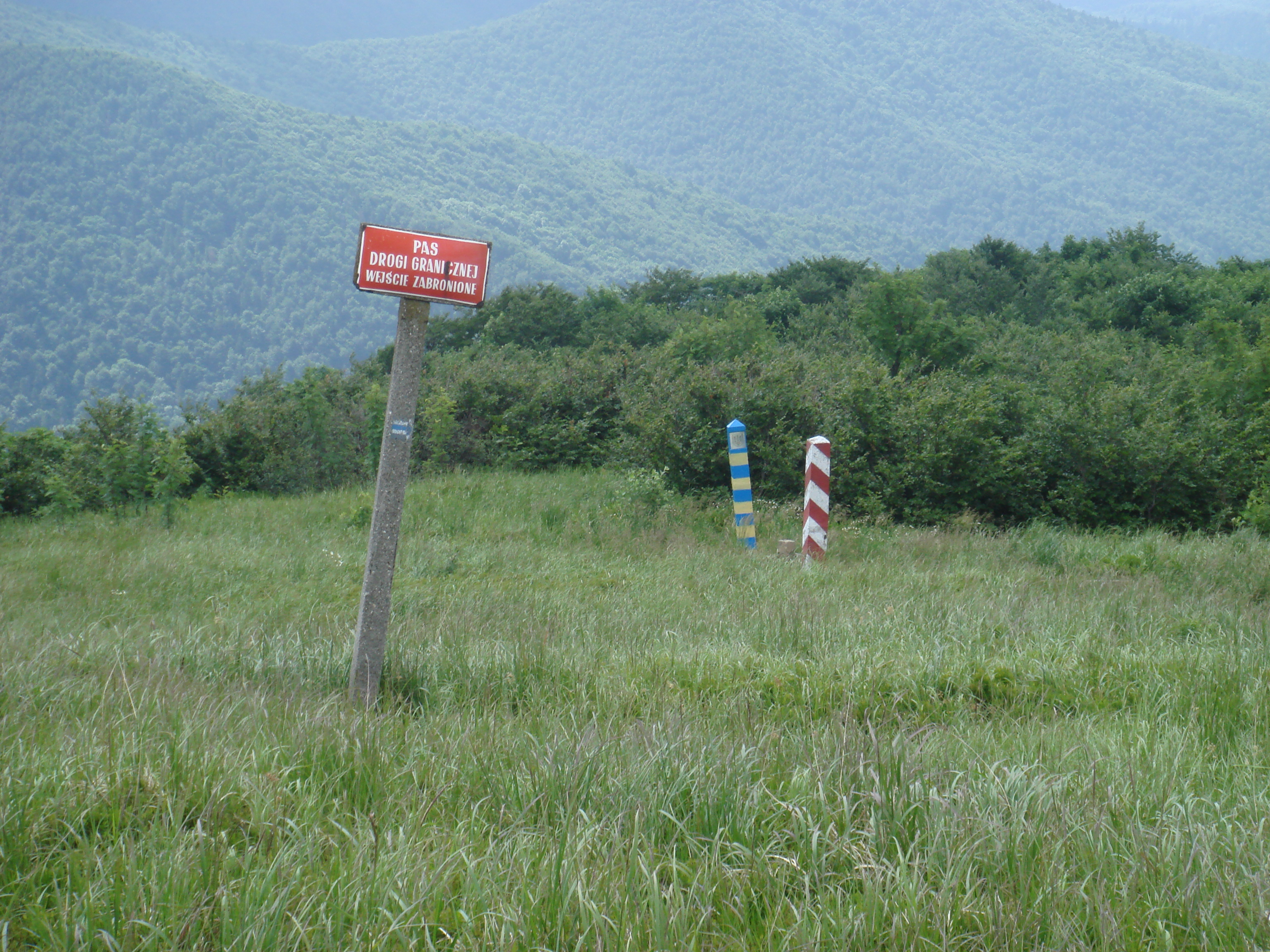
Granica polsko-ukraińska pod Wielką Rawką w Bieszczadach

Granica polsko-ukraińska – granica między Rzeczpospolitą Polską a Ukrainą istniejąca formalnie od momentu uzyskania niepodległości Ukrainy od Związku Radzieckiego, tj. od 24 sierpnia 1991 roku. Do 1991 roku obecna granica z Ukrainą stanowiła część granicy z ZSRR i miała identyczny przebieg.
Granica polsko-ukraińska jest zarazem zewnętrzną granicą Unii Europejskiej.

## Przebieg granicy
Granica z Ukrainą ciągnie się od szczytu Krzemieniec przez Przełęcz Użocką, wzdłuż doliny Sanu, na wschód od Lutowisk, Ustrzyk Dolnych, przecina dolinę rzeki Strwiąż, Bramę Przemyską, przechodzi w kierunku północno-wschodnim i w okolicach Kryłowa osiąga rzekę Bug, a następnie wzdłuż Bugu biegnie do Sobiboru.

## Przejścia graniczne
Na granicy Polski i Ukrainy znajduje się dwanaście przejść granicznych – sześć drogowych oraz sześć kolejowych. W planach znajduje się także utworzenie kolejnych czterech przejść granicznych.

## Ruch graniczny
Analizując polsko-ukraiński ruch graniczny w latach 90. XX wieku należy zauważyć zdecydowany spadek wyjazdu obywateli polskich na Ukrainę, a stale rosnącą liczbę przyjazdu obywateli ukraińskich do Polski. Na przykład w 1995 roku największe przejście graniczne z Ukrainą w Medyce przekroczyło 3,4 mln osób. Z tej liczby do Polski wjechało 1,5 mln cudzoziemców i 100 tysięcy Polaków, a z Polski wyjechało 1,7 mln cudzoziemców i także 100 tysięcy Polaków. Podobnie było na pozostałych polsko-ukraińskich przejściach granicznych.
Z kolei w 1996 roku granicę na wszystkich przejściach przekroczyło łącznie aż 10,6 mln osób. Był to jak już wcześniej wspomniano ruch stale rosnący, bowiem w 1996 roku odsetek osób przekraczających granicę polsko-ukraińską w porównaniu do roku 1995 wzrósł o 10,4%, a w porównaniu do 1994 roku – aż o 60,5%.